# Cynthia Olavarri
Cynthia "Cindy" Olavarri (Pleasant Hill, Califòrnia, 23 de març de 1955) va ser una ciclista estatunidenca. Va guanyar una medalla de plata al Campionat del món Persecució de 1983.

## Palmarès en pista
- 1983
  -  Campiona dels Estats Units en Persecució

## Palmarès en ruta
- 1983
  -  Campiona dels Estats Units en contrarellotge